# La Galère d'Obélix
Ne doit pas être confondu avec La Galère (Parc Astérix).
La Galère d'Obélix est le trentième album de la bande dessinée Astérix, publié le 24 octobre 1996, scénarisé et dessiné par Albert Uderzo.

## Résumé
À Rome, Jules César, chez qui séjourne Cléopâtre, est en colère contre l'amiral Gracchus Cétinconsensus, responsable de la flotte romaine, car celui-ci a perdu la galère privée de César, volée par un groupe d'esclaves rebelles. Cétinconsensus charge son vice-amiral Prospectus de retrouver le navire. Pendant ce temps, sur la galère, les esclaves, menés par le Grec Spartakis, décident de se rendre en Armorique, au village gaulois, où ils espèrent trouver refuge et sécurité. Les Romains les repèrent, les suivent à distance sur la mer, comprennent où ils vont et prennent les devants.
Au village, alors que les Gaulois sont en train d'attaquer les romains des quatre camps qui sont réunis, Obélix, vexé que le druide Panoramix lui ait refusé une nouvelle fois la potion magique, profite de l'absence de ses amis pour en boire toute une marmite. Il est aussitôt victime des effets secondaires redoutés par le druide : il est transformé en statue de granit. Le village est sidéré par l'événement et Astérix désespéré. Panoramix essaie de le réveiller avec un remède qui semble ne pas agir, Bonemine en fait de même avec un plat de sanglier, et même la jeune Falbala, en l'embrassant. En vain. Ce n'est que le lendemain que le remède de Panoramix produit son effet : Obélix se réveille, mais redevenu enfant à l'époque où il était tombé dans la marmite de potion magique. De plus, les effets permanents de la potion magique et son appétit monstre ont disparu.
L'amiral Cétinconsensus arrive au camp romain d'Aquarium, où il est reçu par Prospectus. Ils prévoient de récupérer la galère de César et de capturer les esclaves fugitifs. Ceux-ci arrivent alors en Armorique, poursuivis par un navire romain commandé par le capitaine du port de Rome et un jeune officier. Ceux-ci brûlent leur navire par inadvertance. Les Gaulois accueillent les anciens esclaves et cachent la galère de César dans leur village.
Obélix, désespéré d'être redevenu un enfant chétif et sans appétit, va dans la forêt avec Idéfix : il s'y fait enlever par Prospectus et ses légionnaires : Cétinconsensus veut forcer les esclaves fugitifs et les Gaulois à leur rendre la galère de César en échange d'Obélix. Idéfix ayant alerté le village, les Gaulois attaquent le camp romain d'Aquarium pour récupérer Obélix.
Mais ce dernier a déjà été embarqué pour Rome, sur le navire de Cétinconsensus et Prospectus. Astérix, Panoramix, Idéfix et les anciens esclaves partent à leur poursuite sur la galère de César remise à flot. Ils croisent les pirates, dont ils détruisent le bateau, puis rattrapent le navire de Cétinconsensus, où Astérix retrouve Obélix sain et sauf. Repêchant les pirates à la mer, les Gaulois leur proposent de ramener la galère de César à Rome, avec Cétinconsensus et Prospectus prisonniers.
Les Gaulois et les anciens esclaves prennent alors le navire de Cétinconsensus, et Panoramix décide de se rendre sur l'Atlantide, dont il espère que les habitants pourront rendre à Obélix son aspect initial. Ils y sont accueillis par des enfants, humains et centaures, ainsi que des vaches volantes, sous l'autorité du grand prêtre Hyapados. Mais celui-ci les informe qu'il n'a le pouvoir que de rajeunir, non pas de vieillir : il ne peut rien faire pour Obélix. Les Gaulois n'ont d'autre choix que de rentrer chez eux, et laissent sur l'Atlantide les anciens esclaves, qui trouvent enfin l'endroit idéal pour y vivre, redevenus des enfants grâce à Hyapados, bien à l'abri des Romains.
En route, Astérix, Obélix et Panoramix sont abordés par une autre galère romaine. La confrontation tourne à l'avantage des Romains qui s'apprêtent à jeter Astérix inconscient dans une mer infestée de requins. Obélix, désespéré de voir son ami sur le point de mourir, retrouve soudain sa forme normale et sa force. Les Romains sont mis en déroute et Obélix prend les rames pour rentrer rapidement au village en accostant au camp d'Aquarium afin de se venger de son élèvement.
Sur la galère de César, les pirates mettent les Romains aux rames et voguent en direction de Rome, espérant toucher une grosse récompense en échange du navire et de Cétinconsensus. Mais en vue du port de Rome, le pirate Triple-Patte donne sans le savoir de la potion magique à l'amiral, pensant qu'il s'agissait d'eau. Ce dernier, à présent doté d'une force surhumaine, jette les pirates par-dessus bord et boit le reste du tonneau de potion, afin de s'emparer du trône de César. Mais il subit lui aussi les effets secondaires et se transforme à son tour en statue de granit. Le capitaine du port brûle par erreur la galère, l'ayant prise pour un navire pirate en raison du drapeau emblématique sur le mât. César punit les responsables (le vice-amiral, le capitaine du port et son jeune officier) de ce fiasco, tandis que l'amiral Cétinconsensus en granit est placé au centre du cirque pour être dévoré par les lions (au grand étonnement de Cléopâtre).
De retour en Armorique, le navire de Cétinconsensus conduit par Obélix fonce sur le camp d'Aquarium dont le chef avait aidé l'amiral à le capturer. Après sa destruction, les Gaulois rentrent au village, où l'on célèbre leur retour par un banquet nocturne, Obélix ayant retrouvé son appétit.

## Personnages principaux
- Les habitants du village gaulois, dont :
  - Astérix, guerrier,
  - Obélix, livreur de menhir,
  - Idéfix, chien d'Obélix,
  - Abraracourcix, chef du village,
  - Panoramix, druide,
  - Ordralfabétix, poissonnier,
  - Cétautomatix, forgeron,
  - Agecanonix, vieillard,
  - Assurancetourix, barde,
  - Bonemine, épouse d'Abraracourcix,
  - Falbala, de retour de Condate,
  - épouse d'Agecanonix,
- Prospectus, vice-amiral chargé de retrouver la galère de César,
- Jules César, imperator romain,
- Cléopâtre, reine d'Égypte,
- Gracchus Cétinconsensus, amiral responsable de la flotte romaine,
- Spartakis, esclave grec,
- six autres esclaves ibère, germain, mauritanien, belge, breton et lusitanien,
- capitaine du port de Rome, connu pour ses maladresses conduisant à incendier les navires,
- jeune officier romain secondant le capitaine du port,
- Yapadebonus, cuisinier romain,
- Les pirates, dont :
  - Barbe-Rouge (non nommé), chef des pirates,
  - Triple-Patte, pirate unijambiste disant des citations latines,
  - Baba, vigie des pirates,
- enfants et jeunes centaures atlantes,
- Hyapados, grand prêtre atlante.

## Analyse

### Personnages
L'esclave breton dit être le neveu de Jolitorax (vu dans Astérix chez les Bretons), lui-même cousin germain d'Astérix.
On retrouve le personnage de Falbala, qu'on n'avait pas revue depuis Astérix légionnaire. On la reverra encore dans les deux albums qui suivront, Astérix et Latraviata et Astérix et la Rentrée gauloise.
On retrouve également Cléopâtre, déjà vue dans Astérix et Cléopâtre et Le Fils d'Astérix. On la reverra encore dans L'Anniversaire d'Astérix et Obélix - Le Livre d'or.
Spartakis a les traits de l'acteur américain Kirk Douglas jouant le rôle de Spartacus dans le film du même nom,. Il est habillé comme dans le film.
Hyapados a les traits de l'homme de télévision Jean-Paul Rouland.
Les pirates ont cette fois un rôle plus important que les autres albums où ils ne servaient que de gags, participant activement à l'histoire où ils sont chargés d'une mission pour Astérix, même s'ils finissent malgré eux encore à l'eau à la fin. C'est la première fois en 30 albums que les pirates Baba et Triple-Patte sont expressément nommés, ici par leur capitaine.

### Scénario

#### Obélix et la potion magique
Après 29 albums passés à se voir refuser la potion magique, Obélix désobéit et cède à la tentation pour en avaler une marmite entière. Les effets secondaires sont imprévus et incurables : il est transformé en statue de granit, ce que redoutait tant Panoramix, qui ne sait pas le soigner. Un remède expérimental du druide rajeunit Obélix qui redevient enfant. Il faudra qu'Obélix voie Astérix sur le point de mourir noyé pour qu'il redevienne adulte dans un accès de désespoir et de colère, à la manière de Hulk se transformant en monstre.

#### Représentation de l'Atlantide
Lorsque Panoramix évoque l'Atlantide et sa civilisation très avancée comme solution pour guérir Obélix, il explique que, bien que cette île soit engloutie, il en reste quelques terres émergées où vivent les derniers Atlantes. Une note stipule qu'il pourrait s'agir des îles Canaries, archipel actuellement espagnol, situé au large des côtes africaines. Cela concorde avec l'emplacement de cette île engloutie donnée par le philosophe athénien Platon, dans le Timée et le Critias, dont le texte constitue la plus ancienne mention de ce lieu mythique. Il le situe au-delà des colonnes d'Héraclès (détroit de Gibraltar), dans l'actuel Océan Atlantique.
Toutefois, les édifices qui s'y trouvent sont dans l'album plutôt inspirés de la culture minoenne, développée sur les îles de Crète et de Santorin au sud de la Grèce de 2700 à 1200 av. J.-C. Ils font plus particulièrement penser au site crétois de Cnossos, dont Albert Uderzo a confirmé s'être inspiré. Le taureau est un animal étroitement lié à ce site, puisqu'il aurait servi d'inspiration au labyrinthe du Minotaure, monstre fabuleux à corps d'homme et à tête de taureau. De fait, le grand prêtre Hyapados, chef de l'île, possède un sceptre surmonté d'une petite tête de taureau, les bâtiments ont des façades à redents agrémentées de créneaux et de cornes de taureau. Certaines hypothèses avancent que les Atlantes auraient pu être les Minoens.
Pour les vaches volantes et les centaures, l'auteur explique qu'il a voulu faire référence à la Symphonie Pastorale de Ludwig van Beethoven, revue par Fantasia, long-métrage d'animation des studios Disney, sorti en 1940. C'est une nouvelle preuve de la volonté d'Uderzo de rapprocher l'univers d'Astérix de celui de Disney.
L'Atlantide telle que montrée dans Astérix a tout l'air d'un paradis terrestre, où les habitants peuvent choisir de retrouver leur apparence d'enfant. La liberté qui y règne convainc les esclaves en fuite d'y trouver refuge. Mais cette île n'est pas si parfaite pour les Gaulois : malgré sa science prodigieuse, Hyapados ne parvient pas à redonner à Obélix son apparence d'adulte, et Panoramix signale qu'il n'a pas trouvé sur l'île de quoi préparer de la potion magique, alors qu'il ne semblait pas avoir eu de problèmes pour la préparer dans d'autres pays, comme l'Égypte, la Grèce ou la Germanie.

### Chansons
- Che feux refoir ma Chermanie…, chanté par un esclave germain, parodiant Ma Normandie, chanson de Frédéric Bérat.

### Citations latines
- Summum jus, summa injuria ! (Justice suprême, injustice suprême = L'application excessive du droit conduit à l'injustice) : phrase prononcée par le pirate Triple-Patte.
- Nunc est bibendum (C'est maintenant qu'il faut boire ) : phrase prononcée par le pirate Triple-Patte.
- Felix qui potuit rerum cognoscere causas (Heureux qui a pu pénétrer la raison des choses) : phrase prononcée par le pirate Barbe-Rouge.

## Tirage
L'album s'est vendu, en 2005, à 2 700 000 exemplaires en France. Le premier tirage était de 2 800 000 exemplaires.

## Critiques
Selon certains, cet album « reste dans une moyenne honorable ». Mais il a été critiqué négativement dans le quotidien Libération : « Il y a, dans la Galère d'Obélix, quelque chose d'un peu pitoyable qui rappelle (en bien pire) la dernière aventure achevée imaginée par Hergé, Tintin et les Picaros. Le créateur, soudain, semble incapable de créer, et appelle à la rescousse d'anciens personnages ».